# The Bugs Bunny Show
The Bugs Bunny Show è un programma televisivo creato nel 1960 dedicato alle serie Looney Tunes e Merrie Melodies, in cui venivano racchiusi alcuni dei migliori episodi di Bugs Bunny e di altri personaggi (con nuove sequenze animate prodotte dallo staff Warner Bros.). La serie andava in onda in prima serata per mezz'ora nelle prime due stagioni, per poi venire spostato alla domenica mattina. In seguito si mischiò con il Road Runner Show, formando così The Bugs Bunny, Road Runner Show, dove i protagonisti sono Bugs Bunny e Beep Beep. La serie rimase in onda per 40 anni (uno dei programmi più longevi della televisione statunitense, oltre che uno di quelli di maggior successo), fino al 2000, quando la serie fu cancellata dopo che gli archivi Looney Tunes e Merrie Melodies diventarono di proprietà esclusiva della famiglia di canali TV via cavo Cartoon Network negli Stati Uniti. Repliche dello show vanno in onda sui canali canadesi Teletoon e Teletoon Retro.

## Formati
- The Bugs Bunny Show, 11 ottobre 1960 – 8 settembre 1968 (ABC)
- The Bugs Bunny/Road Runner Hour, 14 settembre 1968 – 4 settembre 1971 (CBS)
- The Bugs Bunny Show, 11 settembre 1971 – 1º settembre 1973 (CBS)
- The Bugs Bunny Show, 8 settembre 1973 - 30 agosto 1975 (ABC)
- The Bugs Bunny/Road Runner Hour, 6 settembre 1975 – 12 novembre 1977 (CBS)
- The Bugs Bunny/Road Runner Show, 19 novembre 1977 – 7 settembre 1985 (CBS)
- The Bugs Bunny/Looney Tunes Comedy Hour, 7 settembre 1985 – 6 settembre 1986 (ABC)
- The Bugs Bunny & Tweety Show, 13 settembre 1986 – 2 settembre 2000 (ABC)